# نشان برای خدمات در پشت جبهه در جنگ میهنی
نشان برای خدمات در پشت جبهه در جنگ میهنی (ترکی آذربایجانی: "Vətən müharibəsində arxa cəbhədə xidmətlərə görə" medalı) یکی از مدالهای جمهوری آذربایجان است. این نشان، به مناسبت پیروزی جمهوری آذربایجان بر ارمنستان در جنگ دوم قره‌باغ ایجاد شد.

## تاریخچه
الهام علی‌اف، رئیس‌جمهوری آذربایجان، هنگامی که در روز ۱۱ نوامبر سال ۲۰۲۰، از نظامیان زخمی شده آذربایجانی در جنگ ناگورنو قره‌باغ (۲۰۲۰) عیادت کرد، از تأسیس نشان‌های جدیدی مربوط به همان جنگ در این کشور خبر داد. وی همچنین دستورهای مربوط در جهت اعطاء نشان‌ها و جوایزی به غیرنظامیان و نظامیانی که قهرمانی‌ها و حماسه‌آفرینی‌هایی را در میدان جنگ و جبهه عقب از خود نشان دادند، صادر کرده و اسامی این مدال‌ها را پیشنهاد داد.
در جلسه علنی مجلس ملی آذربایجان که به تاریخ ۲۰ نوامبر سال ۲۰۲۰ برگزار شد، پیش نویس قانون اصلاح «قانون ایجاد نشان‌ها در جمهوری آذربایجان» اعلام وصول شد.
طی همان جلسه، نشان برای خدمات در پشت جبهه در جنگ میهنی به دلیل پیروزی جمهوری آذربایجان در جنگ دوم قره باغ و بر اساس قانون یادشده، به تأسیس رسید.

## امتیاز
طبق «قانون تأسیس نشان‌ها در جمهوری آذربایجان»، نشان برای خدمات در پشت جبهه در جنگ میهنی یک درجه پایین‌تر از نشان شرکت کننده جنگ میهنی و یک درجه بالاتر از نشان ترقی به‌شمار می‌رود.